# Seadrift (Texas)
Seadrift es una ciudad ubicada en el condado de Calhoun en el estado estadounidense de Texas. En el Censo de 2010 tenía una población de 1364 habitantes y una densidad poblacional de 425,4 personas por km².

## Geografía
Seadrift se encuentra ubicada en las coordenadas 28°24′51″N 96°42′56″O / 28.41417, -96.71556. Según la Oficina del Censo de los Estados Unidos, Seadrift tiene una superficie total de 3.21 km², de la cual 3.14 km² corresponden a tierra firme y (2.02%) 0.06 km² es agua.

## Demografía
Según el censo de 2010, había 1364 personas residiendo en Seadrift. La densidad de población era de 425,4 hab./km². De los 1364 habitantes, Seadrift estaba compuesto por el 81.74% blancos, el 0.37% eran afroamericanos, el 0.66% eran amerindios, el 6.38% eran asiáticos, el 0.15% eran isleños del Pacífico, el 8.94% eran de otras razas y el 1.76% pertenecían a dos o más razas. Del total de la población el 37.1% eran hispanos o latinos de cualquier raza.